# Wijken en buurten in Dinkelland
De Nederlandse gemeente Dinkelland is voor statistische doeleinden onderverdeeld in wijken en buurten. De gemeente is verdeeld in de volgende statistische wijken:
- Wijk 00 Denekamp (CBS-wijkcode:177400)
- Wijk 01 Lattrop-Brekkelenkamp (CBS-wijkcode:177401)
- Wijk 02 Tilligte (CBS-wijkcode:177402)
- Wijk 03 Ootmarsum (CBS-wijkcode:177403)
- Wijk 04 Noord Deurningen (CBS-wijkcode:177404)
- Wijk 05 Ootmarsum (CBS-wijkcode:177405)
- Wijk 06 Weerselo (CBS-wijkcode:177406)
- Wijk 07 Rossum (CBS-wijkcode:177407)
- Wijk 08 Saasveld (CBS-wijkcode:177408)
- Wijk 09 Deurningen (CBS-wijkcode:177409)

Een statistische wijk kan bestaan uit meerdere buurten. Onderstaande tabel geeft de buurtindeling met kentallen volgens het Centraal Bureau voor de Statistiek (2008):
| CBS-buurtcode | Buurtnaam                                 | Inwonertal | Opp. totaal (ha) | Opp. land (ha) | Ligging                |
| ------------- | ----------------------------------------- | ---------- | ---------------- | -------------- | ---------------------- |
| BU17740000    | Centrum                                   | 760        | 28               | 28             | Locatie in de gemeente |
| BU17740001    | Kerker-Es                                 | 1020       | 39               | 37             | Locatie in de gemeente |
| BU17740002    | Klokkenberg                               | 340        | 25               | 25             | Locatie in de gemeente |
| BU17740003    | Dorper-Es en Potmaten                     | 540        | 36               | 36             | Locatie in de gemeente |
| BU17740004    | Veldkamp en Borchert                      | 1570       | 44               | 44             | Locatie in de gemeente |
| BU17740005    | Janskamp                                  | 2440       | 45               | 45             | Locatie in de gemeente |
| BU17740006    | Industrieterrein                          | 120        | 33               | 33             | Locatie in de gemeente |
| BU17740007    | Diepengoor                                | 360        | 11               | 11             | Locatie in de gemeente |
| BU17740008    | Binnenveld en 't Pierik                   | 1010       | 60               | 60             | Locatie in de gemeente |
| BU17740009    | Verspreide huizen                         | 630        | 1457             | 1439           | Locatie in de gemeente |
| BU17740100    | Lattrop kern                              | 430        | 35               | 35             | Locatie in de gemeente |
| BU17740108    | Verspreide huizen Brekkelenkamp           | 190        | 863              | 860            | Locatie in de gemeente |
| BU17740109    | Verspreide huizen Lattrop                 | 460        | 1224             | 1196           | Locatie in de gemeente |
| BU17740200    | Tilligte kern                             | 420        | 30               | 30             | Locatie in de gemeente |
| BU17740209    | Verspreide huizen Tilligte                | 320        | 1013             | 1003           | Locatie in de gemeente |
| BU17740306    | Verspreide huizen Nutter                  | 190        | 512              | 512            | Locatie in de gemeente |
| BU17740307    | Verspreide huizen Oud Ootmarsum           | 330        | 738              | 738            | Locatie in de gemeente |
| BU17740308    | Verspreide huizen Groot Agelo             | 360        | 1034             | 1030           | Locatie in de gemeente |
| BU17740309    | Verspreide huizen Klein Agelo             | 130        | 515              | 512            | Locatie in de gemeente |
| BU17740400    | Noord Deurningen kern                     | 400        | 20               | 19             | Locatie in de gemeente |
| BU17740409    | Verspreide huizen Noord Deurningen        | 610        | 977              | 963            | Locatie in de gemeente |
| BU17740500    | Ootmarsum Kern                            | 200        | 7                | 7              | Locatie in de gemeente |
| BU17740501    | Ootmarsum Randkern                        | 640        | 22               | 22             | Locatie in de gemeente |
| BU17740502    | Ootmarsum villapark Stobbenkamp           | 350        | 27               | 27             | Locatie in de gemeente |
| BU17740503    | Ootmarsum cellenkamp Palthenkamp          | 1230       | 27               | 27             | Locatie in de gemeente |
| BU17740504    | Moerbekkenkamp                            | 220        | 5                | 5              | Locatie in de gemeente |
| BU17740505    | Industriegebied De Mors                   | 180        | 42               | 42             | Locatie in de gemeente |
| BU17740506    | Wildehof                                  | 880        | 17               | 17             | Locatie in de gemeente |
| BU17740509    | Buitengebied                              | 750        | 303              | 302            | Locatie in de gemeente |
| BU17740600    | Weerselo                                  | 1820       | 116              | 116            | Locatie in de gemeente |
| BU17740607    | Verspreide huizen Nijstad                 | 190        | 125              | 125            | Locatie in de gemeente |
| BU17740608    | Verspreide huizen Lemselo                 | 440        | 1046             | 1046           | Locatie in de gemeente |
| BU17740609    | Verspreide huizen Weerselo                | 560        | 438              | 437            | Locatie in de gemeente |
| BU17740700    | Rossum                                    | 1340       | 57               | 57             | Locatie in de gemeente |
| BU17740708    | Verspreide huizen Volthe                  | 480        | 1507             | 1503           | Locatie in de gemeente |
| BU17740709    | Verspreide huizen Rossum                  | 560        | 1036             | 1036           | Locatie in de gemeente |
| BU17740800    | Saasveld                                  | 640        | 43               | 43             | Locatie in de gemeente |
| BU17740809    | Verspreide huizen Dulder                  | 1060       | 2262             | 2256           | Locatie in de gemeente |
| BU17740900    | Deurningen                                | 1160       | 61               | 61             | Locatie in de gemeente |
| BU17740907    | Verspreide huizen Gammelke                | 260        | 716              | 716            | Locatie in de gemeente |
| BU17740908    | Verspreide huizen Deurningen              | 430        | 810              | 809            | Locatie in de gemeente |
| BU17740909    | Verspreide huizen Hasselo en Klein Driene | 100        | 274              | 269            | Locatie in de gemeente |